# Emile-Henri Gailliard
Emile-Henri Gailliard, francoski general, * 1882, † 1961.